# Aphidencyrtoides thoracaphis
Aphidencyrtoides thoracaphis är en stekelart som beskrevs av Ishii 1928. Aphidencyrtoides thoracaphis ingår i släktet Aphidencyrtoides och familjen sköldlussteklar. Inga underarter finns listade i Catalogue of Life.